# B. Crown
B. Crown (Beggars Crown) war eine Rockband, die der sogenannten Undergroundszene der DDR zugerechnet wird. Die Gruppe wurde von Mitgliedern der Band Rosengarten 1988 gegründet. Nach Auflösung der Band 1990 waren B.-Crown-Musiker unter anderem bei den Bands Herbst in Peking, Die Art, Corvus Corax, Kampanella is Dead und Di Grine Kuzine tätig.

## Geschichte
Gegründet wurde die Band 1988 in Berlin von den ehemaligen Rosengarten-Mitgliedern Alex Carstensson (Gesang & Texte) und Torsten „Pegman“ Füchsel (Gitarre). Zur ersten Bandbesetzung zählten außerdem Felix Groß (Bass), Dirk „Scholle“ Scholz (Schlagzeug) und Alexandra Dimitroff (Cello). Stilistisch widmete man sich im ersten Schaffensjahr düsterem Post-Punk.
Ab Anfang 1989 bildeten Frank Habetha (Bass) und Peter Mieting (Schlagzeug) die Rhythmusgruppe; zudem verzichtet man fortan auf das Cello. Nach dieser Umbesetzung entwickelt sich das Repertoire zunehmend in Richtung Alternative Rock. 1989 wird B. Crown (neben den Bands „Kampanella Is Dead“, „The Fate“ und „Big Savod and the Deep Manko“) für die letzte Edition der „Kleeblatt“-Albumreihe des ostdeutschen Labels Amiga ausgewählt.
Die Veröffentlichung verzögert sich durch die politische Wende. Letztlich erscheint das Album als CD, MC und LP im Sommer 1990 unter dem Titel All Tomorrow’s Parties auf dem Amiga-Nachfolgelabel „Zd“ (später „Zong“). Zur Veröffentlichung findet mit allen beteiligten Bands eine 3-wöchige Record-Release-Tour statt.
Der Song Children Of The Sun bekam Airplay auf DT64 und dem West-Berliner Sender Radio 100 und befindet sich auch auf dem Sampler Grenzfälle. Ein Konzertmitschnitt aus dem Berliner Kino Babylon wurde in der Sendung Parocktikum (DT64) ausgestrahlt.
Oktober 1990 markiert das Ende von B. Crown. 1991 und 1997 stand die Band für je ein Konzert nochmals auf Berliner Bühnen.

## Diskografie
- Snow Of Yesterday, MC, Eigenverlag, 1989
- All Tomorrow’s Parties, Zd-Records 1990

## Weitere Stationen der Musiker
- Pegman – Kashmir, Kampanella is Dead, Herbst in Peking, Lunika, The Hidden Sea, Me To My Wall
- Habetha – Kampanella is Dead, Sub Dub Micromachine
- Mieting – Kampanella is Dead, Iron Henning
- Alex – Polarzoo (Scandinavien Music Agency)
- Scholle – Die Anderen, Die Art, Corvus Corax
- Alexandra Dimitroff – Di Grine Kuzine